# Vraucourt Copse Cemetery
Le Vraucourt Copse Cemetery (cimetière britannique du bosquet de Vraucourt) est un cimetière militaire de la Première Guerre mondiale, situé sur le territoire de la commune de Vaulx-Vraucourt, dans le département du Pas-de-Calais, au sud d'Arras.

## Localisation
Ce cimetière est situé à 1 km au nord du village à partir de la D 36E1, puis en empruntant sur 200 m la rue de l'Hermitage.  

## Histoire

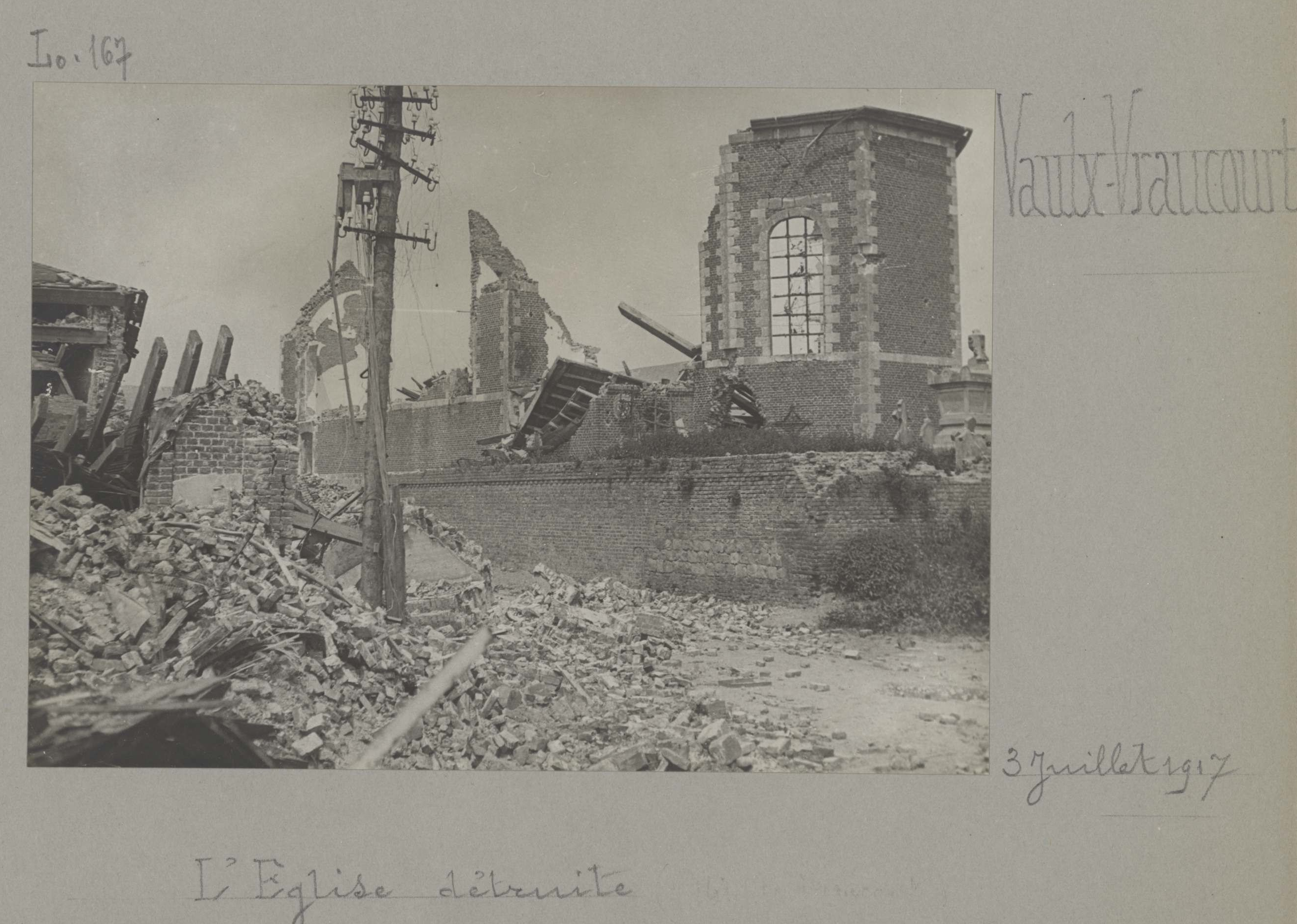
Ruines de l'église de Vaulx-Vraucourt en 1917.

Aux mains des Allemands depuis le début de la guerre, le village de Vaulx-Vraucourt est occupé par les forces du Commonwealth en mars 1917 lors du retrait des troupes allemandes sur la ligne Hindenburg. Il est perdu un an plus tard lors de l'offensive allemande au printemps 1918. Il est repris définitivement le 30 août 1918.

Le bosquet qui lui a donné son nom se trouvait au nord. Le cimetière contenait à l'origine 43 tombes du Commonwealth de soldats tombés lors des combats des 2 et 3 septembre 1918. Après l'armistice, des corps provenant de cimetières provisoires des environs y ont été rapportés.
 Le cimetière de Vraucourt Copse contient désormais 103 sépultures du Commonwealth de la Première Guerre mondiale, dont 5 ne sont pas identifiées.

## Caractéristiques
Ce petit cimetière a un plan rectangulaire de 25 m sur 15. Il est clos par un muret de moellons.

## Galerie

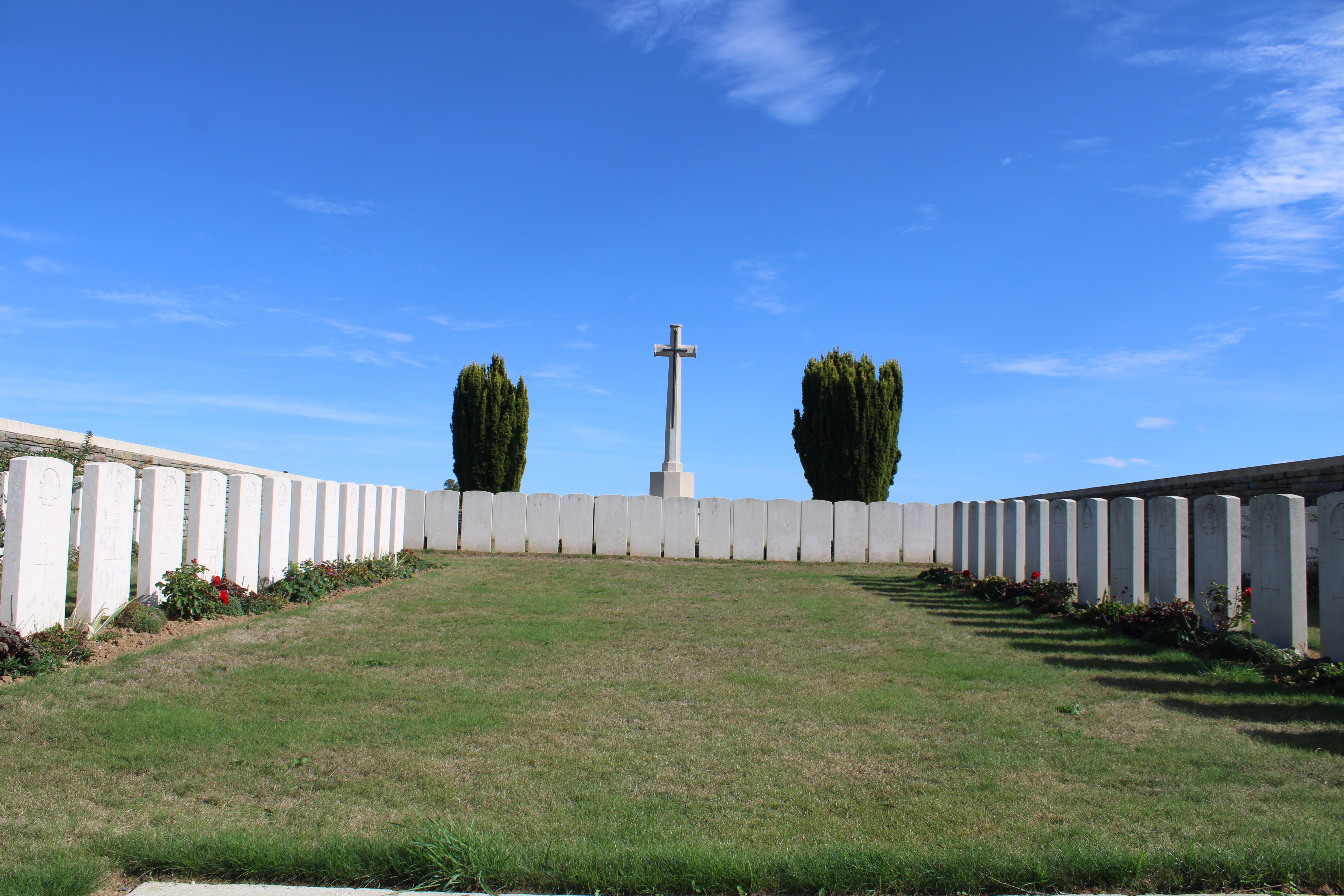
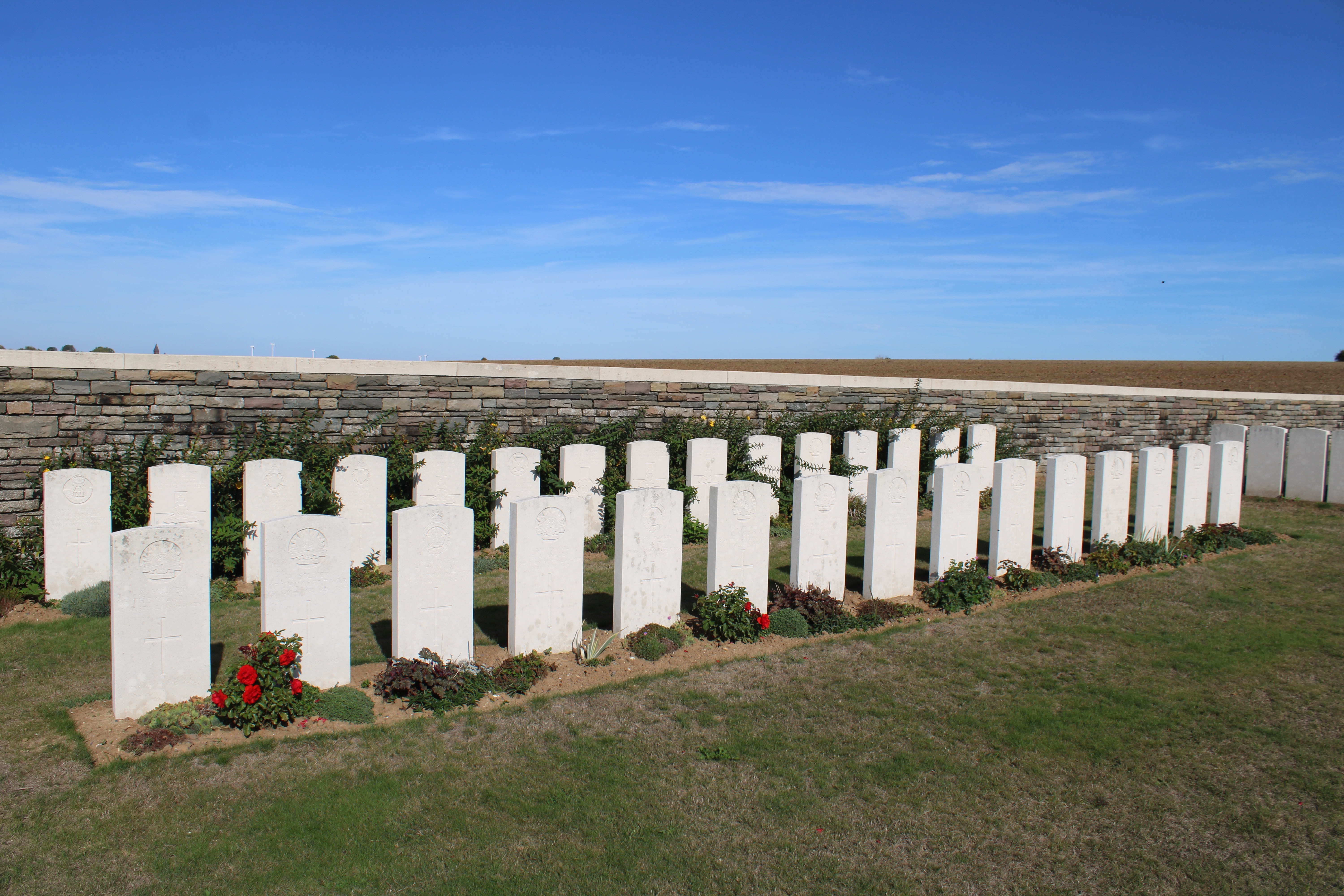
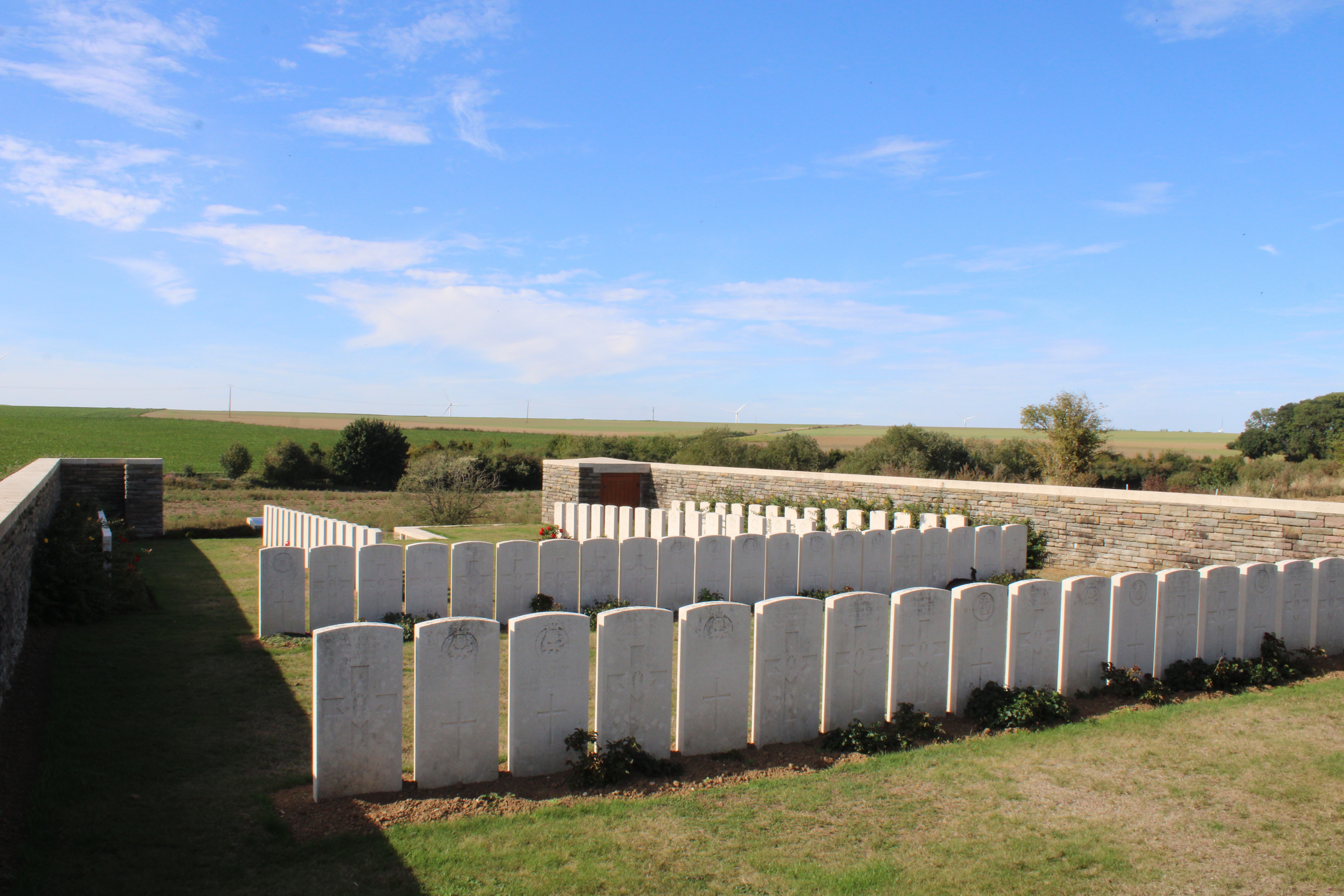
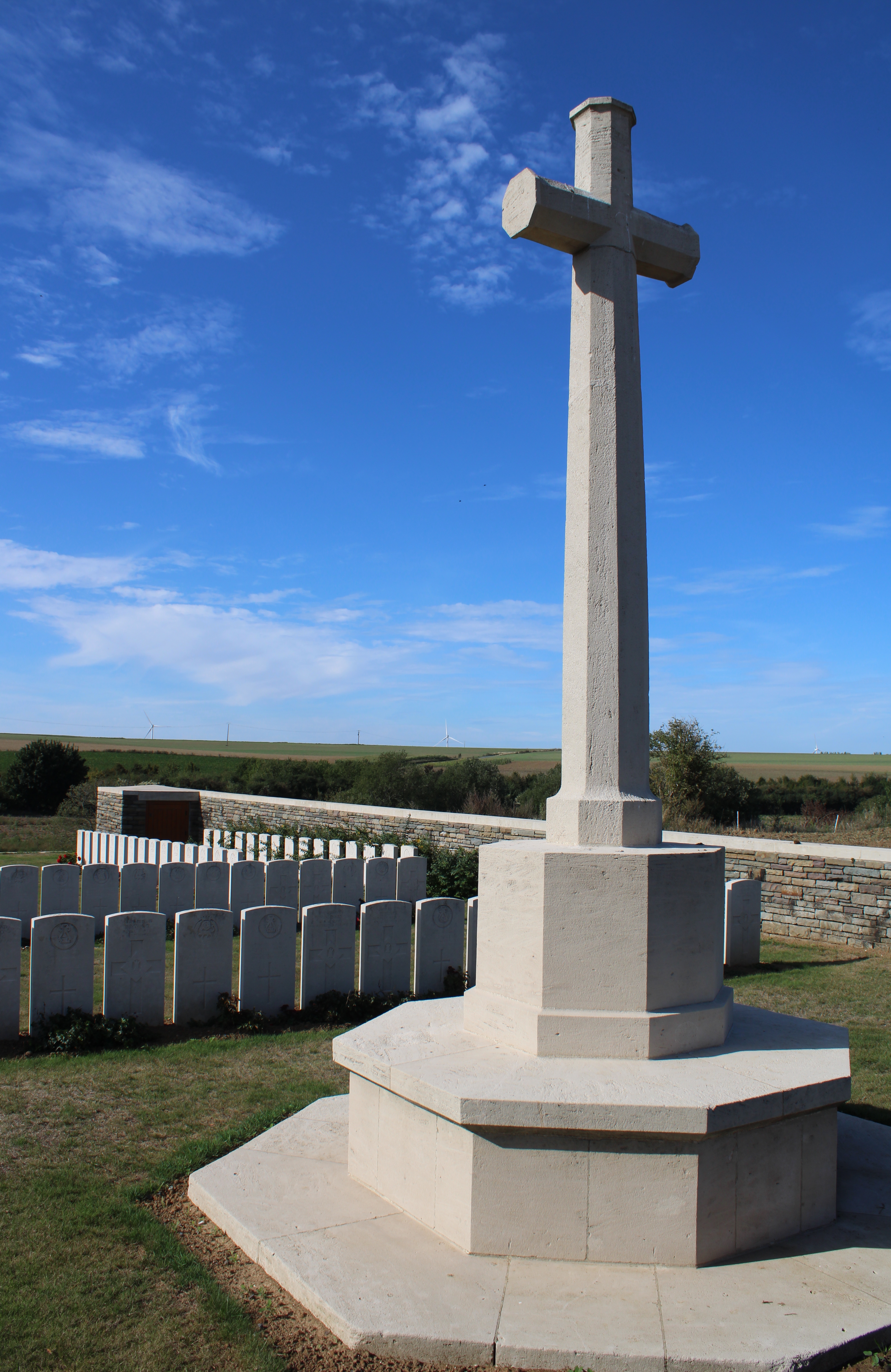
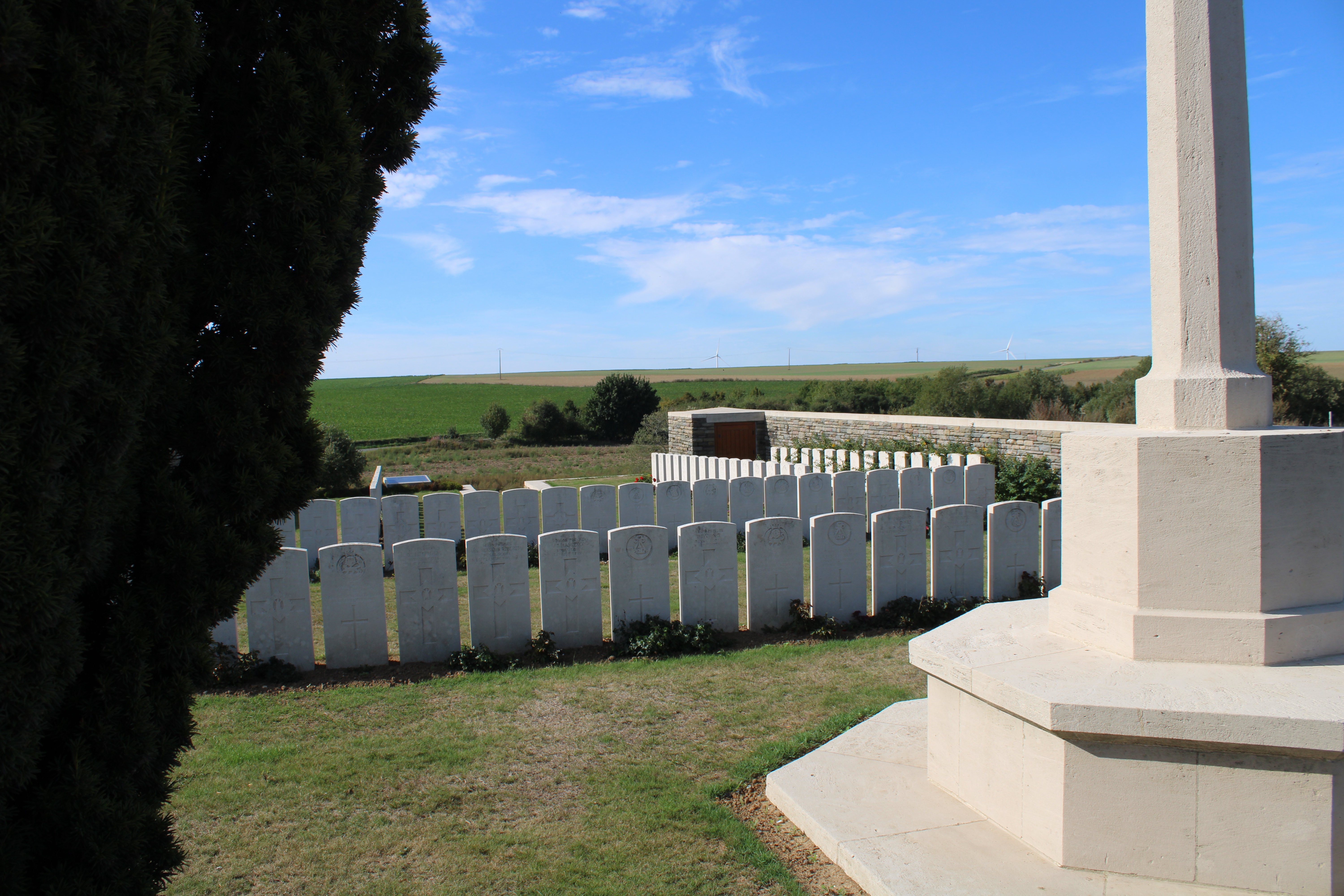
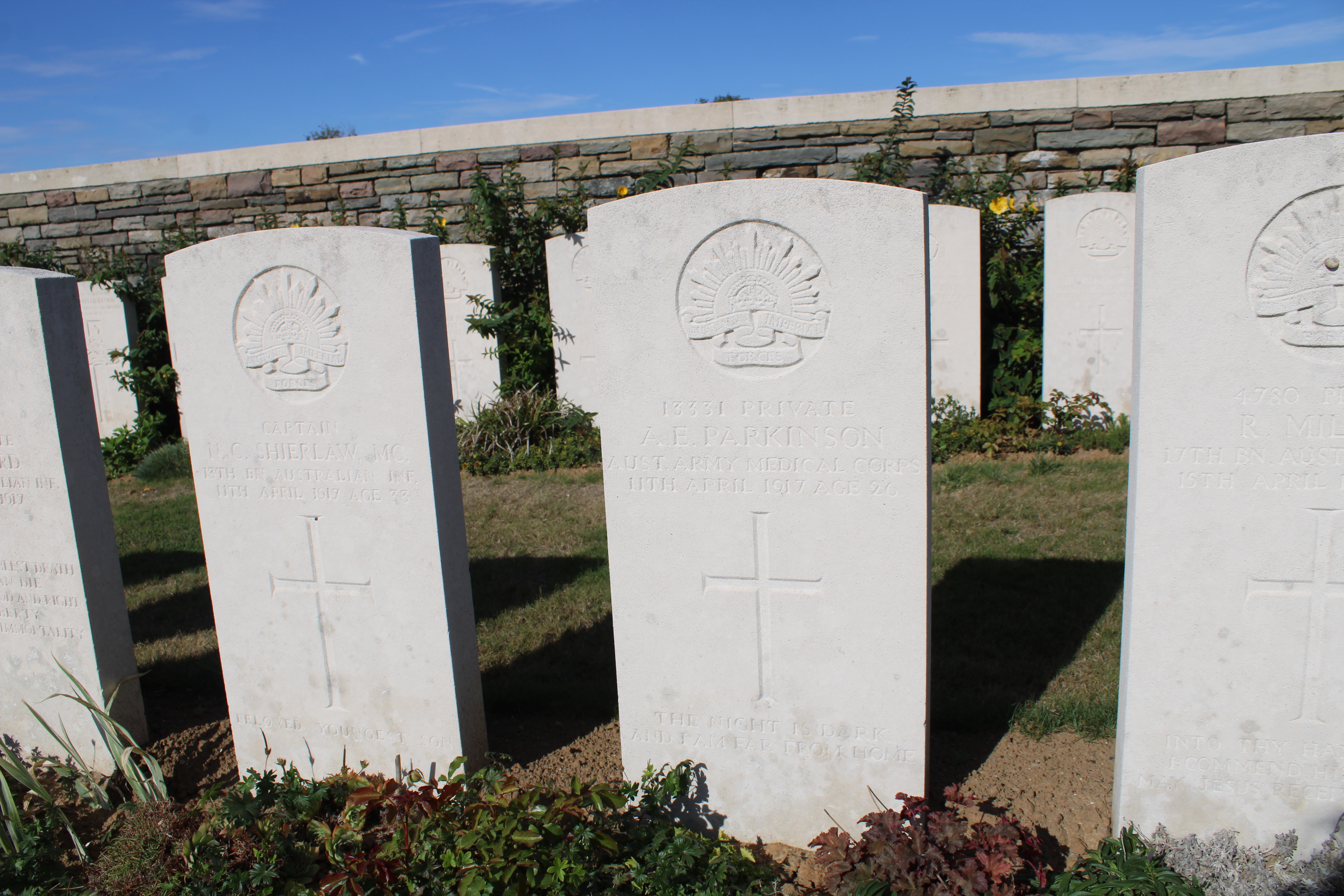

## Sépultures
| Pays        | Sépultures |
| ----------- | ---------- |
| Royaume-Uni | 66         |
| Australie   | 37         |
| Total       | 103        |

## Pour approfondir